# Episodi de Il becchino (seconda stagione)
La seconda stagione della serie televisiva Il becchino (The undertaker), composta da 6 episodi, è stata trasmessa sul canale della televisione svizzera tedesca SRF 1 dal 7 gennaio 2014 all'11 febbraio 2014.
La stagione è andata in onda in prima visione in lingua italiana sul canale della televisione svizzera italiana RSI La 1 dal 5 settembre 2014 al 29 settembre 2014.
In Italia la serie è visibile su Netflix dal dicembre 2015.
| nº | Titolo originale | Titolo italiano   | Prima TV originale | Prima TV in italiano |
| -- | ---------------- | ----------------- | ------------------ | -------------------- |
| 1  | Todesspender     | Donazione mortale | 7 gennaio 2014     | 5 settembre 2014     |
| 2  | Stierebluet      | Sangue di toro    | 14 gennaio 2014    | 5 settembre 2014     |
| 3  | Totenwache       | La veglia funebre | 21 gennaio 2014    | 12 settembre 2014    |
| 4  | Gespenster       | Fantasmi          | 28 gennaio 2014    | 12 settembre 2014    |
| 5  | Schlachtplatte   | Sangue e salsicce | 4 febbraio 2014    | 19 settembre 2014    |
| 6  | Unter der Erde   | Sotto terra       | 11 febbraio 2014   | 19 settembre 2014    |

## Donazione mortale
- Titolo originale: Todesspender
- Diretto da: Christian von Castelberg
- Scritto da: Dominik Bernet

### Trama
Luc indaga su un traffico di organi al seguito ai due corpi privi di reni e la polizia identifica uno dei donatori fuggito prima di morire. Anna Maria e Doug vengono raggiunti da un poliziotto federale che guida le indagini.

## Sangue e toro
- Titolo originale: Stierebluet
- Diretto da: Christian von Castelberg
- Scritto da: Katja Früh e Claudia Pütz

### Trama
Luc indaga su un'esplosione con un morto, mentre Anna Maria sta lavorando al caso del traffico di organi. Luc è geloso della relazione tra Anna Maria e Pedro.

## La veglia funebre
- Titolo originale: Totenwache
- Diretto da: Chris Niemeyer
- Scritto da: Dominik Bernet

### Trama
Luc indaga sull'omicidio della cuoca di un ristorante e due uomini litigano per le spese di sepoltura. La moglie del donatore di rene deceduto aiuta la polizia nel caso della donazione di organi.

## Fantasmi
- Titolo originale: Gespenster
- Diretto da: Chris Niemeyer
- Scritto da: Katja Früh e Claudia Pütz

### Trama
Luc indaga sulla morte di una donna trovata in un vecchio castello come nel folklore del castello, Fabio invece è incantato dal romanticismo del castello e dei giardini.

## Sangue e salsicce
- Titolo originale: Schlachtplatte
- Diretto da: Markus Welter
- Scritto da: Katja Früh e Claudia Pütz

### Trama
Luc indaga sull'orribile morte di un macellaio e sulla scomparsa di un medico, però Luc non è soddisfatto della coercizione di Eva a donare il suo rene.

## Sotto terra
- Titolo originale: Unter der Erde
- Diretto da: Markus Welter
- Scritto da: Dominik Bernet e Claudia Pütz

### Trama
Il caso del traffico di organi sta andando in pezzi e Luc sta cercando di aiutare Eva con l'aiuto di un vecchio amico, invece la polizia è in un vicolo cieco sulla ricerca della sala operatoria.